# USS Henley (1937)
De USS Henley (DD-391) was een Bagley-klasse torpedobootjager en het tweede schip van de Amerikaanse Marine dat genoemd was naar kapitein Robert Henley, een bevelvoerend officier tijdens de Quasi-oorlog met Frankrijk, de Oorlog van 1812 en de Tweede Barbarijse Oorlog.

## Geschiedenis
De tweede USS Henley werd te water gelaten op 12 januari 1937 bij de Mare Island Navy Yard in Vallejo (Californië). Het schip werd gedoopt door Miss Beryl Henley Joslin, een verre nazaat van kapitein Robert Henley, en in dienst gesteld op 14 augustus 1937. Luitenant-commandant H. Y. McCown was de eerste bevelhebber.
Na proefvaart in de Stille Oceaan en de Hawaïaanse wateren, ging de USS Henley onderdeel uitmaken van de Pacific Battle Force, Destroyer Division 11, te San Diego op 12 september 1938.
Ze vertrok vanuit San Diego op 14 april 1941 om deel uit te gaan maken van de vloot te Pearl Harbor. Bij de Japanse aanval op Pearl Harbor op 7 december 1941, lag de USS Henley aangemeerd in Bast Loch. Door toevallige omstandigheden was de bemanning van de USS Henley in de hoogste staat van paraatheid, daardoor was men in de gelegenheid was als eerste torpedobootjager te vuren op de aanvallende Japanse vliegtuigen.
Een bom ontplofte op 150 meter vanaf haar boeg aan bakboord terwijl het schip losgemaakt werd van de kade. Op dat moment kwam ook het bericht binnen dat er een onbekende onderzeeboot in de haven was gesignaleerd.
De USS Henley manoeuvreerde zich in deze verwarrende situatie door rook en vuur de haven uit. Haar kanonniers schoten een duikbommenwerper omlaag met de 12 mm kaliber snelvuurkanonnen en waren betrokken bij het neerhalen van een ander Japans vliegtuig. Onder leiding van een jonge luitenant - zowel de bevelvoerder als zijn plaatsvervanger was aan wal toen de aanval begon - gooide de USS Henley dieptebommen na sonarcontact met een vijandige kleine onderzeeboot. Ondertussen ging ze door met het beschieten van de vijand in de lucht.
In de op de aanval op Pearl Harbor volgende weken maakte de USS Henley deel uit van de taskforce ter verdediging van de Wake-airstrip en patrouilleerde ze ter bescherming van het eiland Midway en konvooiroutes. De Henley deed vervolgens bij Australië tot juli 1942 dienst als konvooibegeleider en patrouilleerde op zoek naar onderzeeboten. Daarna escorteerde ze transporten naar Guadalcanal en was betrokken bij landingsoperaties op de Salomonseilanden. In september 1943 vertrok het schip weer naar de Australische wateren voor patrouille- en begeleidingswerk.

## Het einde
Toen Australische troepen een bruggenhoofd bezetten op Finschhafen (Nieuw-Guinea) in september 1943 was de USS Henley onderdeel van het beveiligingsscherm. Bij een aanval door 10 Japanse torpedobommenwerpers haalde de USS Henley drie vliegtuigen neer en droeg ze bij aan het neerhalen van drie andere.
De oorlogsloopbaan van het schip, begonnen in de chaos van Pearl Harbor, kwam daarna spoedig tot een einde. Op 3 oktober 1943 was de USS Henley samen met de USS Reid en USS Smith op jacht naar de vijand van Finschhafen, toen de gezagvoerder twee torpedo's zag naderen. Door een snelle manoeuvre kon de USS Henley de twee torpedo's ontwijken, maar met een derde lukte dat niet meer. Het schip werd getroffen aan bakboordzijde en samen met de ingeslagen torpedo ontplofte de belangrijkste stookruimte, de stoomketels werden vernietigd en de kiel brak. De boeg van USS Henley stond vervolgens ongeveer 30° uit het lood gezien vanuit de lengterichting van het schip.
Om 19.29 uur, nadat al haar bemanningsleden het schip hadden verlaten, zonk de USS Henley, haar achtersteven eerst. De beide collega torpedobootjagers waren inmiddels op zoek naar de vijandelijke onderzeeër maar keerden terug voor het redden van de overlevenden van de USS Henley. Deze hadden hun reddingsvlotten aan elkaar hadden gebonden en gebruikten zaklampen om lichtsignalen te geven. Achttien officieren en 225 andere bemanningsleden werden gered, één officier en 14 minderen ontbraken.
De USS Henley (DD-391) kreeg vier battle stars voor haar deelname in de Tweede Wereldoorlog.